# Interocrea immaculata
Interocrea immaculata är en insektsart som beskrevs av Hamilton 1980. Interocrea immaculata ingår i släktet Interocrea och familjen spottstritar. Inga underarter finns listade i Catalogue of Life.